# Rafael Pascual (voleibolista)
Rafael Pascual (Madrid, España, 16 de marzo de 1970) es un exjugador de voley español. Se considera uno de los deportistas 'bandera' del deporte español, al tratarse del mejor jugador español de la historia de este deporte y uno de los mejores a nivel mundial, habiendo despuntado en las ligas internacionales más importantes.
Fue internacional con la selección española en 537 partidos, siendo el segundo deportista español con más internacionalidades, sólo superado por el waterpolista Manel Estiarte, con 580. Su mayor éxito con el equipo nacional, fue el Campeonato de Europa de 2007, primer título continental del voleibol español.
Se presentó en 2017 a las elecciones a presidente de la federación española de voleibol, aunque volvió a ser reelegido Agustín Martín.
En 2019 gana las 100 horas de Deporte de Roquetas de Mar con el equipo VIEJAS GLORIAS -Fila 7- en un partido épico ante los NAVY.
Se casó con Anna Centelles, modelo, y tuvo tres hijos Raquel, Carlotta y Pablo

## Trayectoria deportiva
- Salesianos Atocha  España(1985-1988)
- A.C.D. Bomberos  España(1988-1991)
- Son Amar Palma  España(1991-1992)
- Club Voleibol Almería  España(1992-1993)[1]
- Banca Di SS - F.O.S S.Antioco  Italia(1993-1995)
- Alpitour Traco Cuneo  Italia(1996-2001)
- Panasonic Osaka  Japón(2000-2001)
- Icom Latina  Italia(2001-2002)
- Poitiers  Francia(2001-2002)
- Los Playeros   Puerto Rico (2002)
- Pet Company Perugia  Italia(2002-2003)
- Thelephonica Gioia del Colle  Italia(2003-2004)
- Teleunit Gioia del Colle  Italia(2004-2005)
- Son Amar Palma  España(2004-2005)
- Tonno Callipo Vibo Valentia  Italia(2005-2006)
- Panerithraikos Atenas  Grecia(2005-2006)
- Los Playeros  Puerto Rico(2005-2006)
- Materdomini Volley.it Castellana Grotte  Italia(2006-2008)
- CSKA Sofía  Bulgaria(2008-2009)[2]
- AS Orange Nassau  Francia(2009-2011)

## Premios, reconocimientos y distinciones
- Medalla de Oro de la Real Orden del Mérito Deportivo, otorgada por el Consejo Superior de Deportes (1999)
- Medalla de Plata de la Real Orden del Mérito Deportivo, otorgada por el Consejo Superior de Deportes (1996)
- Mejor jugador (MVP) y máximo realizador del Campeonato del Mundo 1998
- Diploma Olímpico en Barcelona 92 y noveno puesto en Sídney 2000
- Campeón de Europa 2007
- Premio Nacional del Deporte 2007 como componente de la Selección de voleibol de España.